# Ilmenausperrwerk

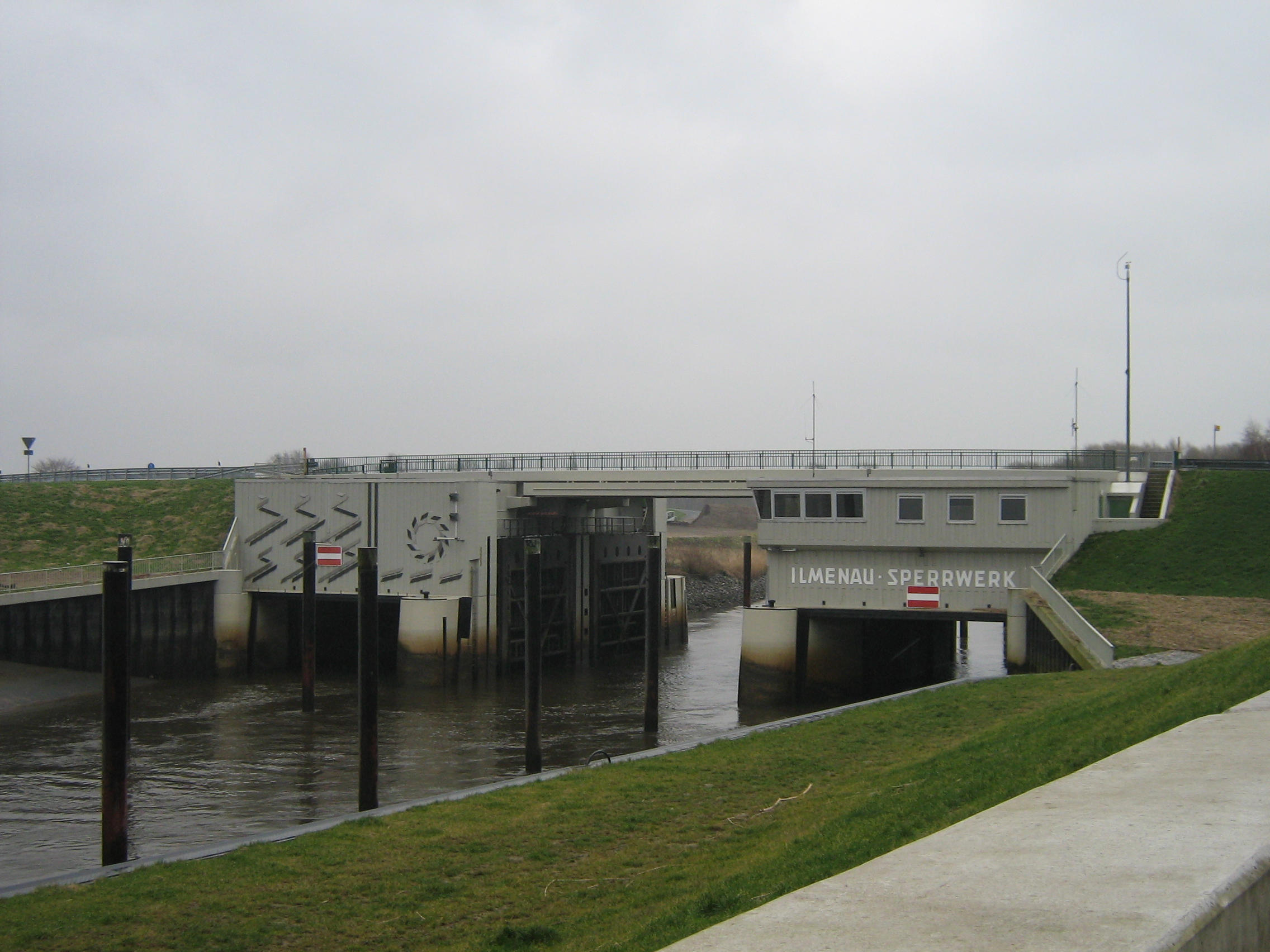
Das Ilmenausperrwerk

Das Ilmenausperrwerk ist ein Sperrwerk in Hoopte (Stadt Winsen (Luhe)) an der Mündung der Ilmenau in die Elbe. Es ist Teil eines Hochwasserschutzkonzeptes an der von den Gezeiten beeinflussten Unterelbe von der Staustufe Geesthacht bis zur Mündung des Flusses in die Nordsee, das infolge der schweren Sturmflut im Februar 1962 entwickelt wurde.
Das Ilmenausperrwerk als südlichstes Sperrwerk an der Unterelbe schützt die Niederungen der Ilmenau und Luhe. Der Bau des Sperrwerkes wurde 1969 begonnen. Ende 1973 konnte das Sperrwerk vorläufig in Betrieb genommen werden, aber erst im Mai 1976 wurde es fertiggestellt. Die Baukosten beliefen sich auf umgerechnet etwa 12 Mio. Euro (rund 23,8 Mio. DM).
Das Bauwerk ist 33,64 Meter tief und 47,90 Meter breit. Die Durchfahrtsbreite beträgt 16 Meter, die Drempeltiefe in der Schifffahrtsöffnung drei bis 4 Meter unter NN. Die Flutöffnungen auf beiden Seiten der Schifffahrtsöffnung haben eine Breite von jeweils 10 Meter. Die Schifffahrtsöffnung kann durch zwei Stemmtore verschlossen werden, die Flutöffnungen durch jeweils zwei Hubtore. Geschlossen wird das Sperrwerk bei Sturmflut ab einem Wasserstand von 3,30 Meter über NN im Winterhalbjahr und 2,90 Meter über NN im Sommerhalbjahr. Über dem Sperrwerk verläuft in einer Höhe von 9,50 Meter über NN eine feste Straßenbrücke der Elbuferstraße.
Betrieben wird das Sperrwerk von der Betriebsstelle Lüneburg des Niedersächsischen Landesbetriebs für Wasserwirtschaft, Küsten- und Naturschutz (NLWKN). Die Brücke über das Sperrwerk gehört dem Landkreis Harburg.
Das Sperrwerk wurde Anfang der 2020er-Jahre saniert und modernisiert. Im Zuge der Arbeiten wurden ein neues Betriebsgebäude errichtet und die Höhe der Sperrwerkstore von NHN +7,50 Meter auf NHN +8,60 Meter angepasst.